# Phrurolithus pipensis
Phrurolithus pipensis is een spinnensoort uit de familie van de Phrurolithidae.
De wetenschappelijke naam van de soort werd in 1945 gepubliceerd door Martin Hammond Muma.